# Clinton Township, Macomb County, Michigan
Clinton Township är en kommun (township) i Macomb County i delstaten Michigan, USA.